# 3-ヒドロキシイソ吉草酸
3-ヒドロキシイソ吉草酸 (3ヒドロキシイソきっそうさん、β‐ヒドロキシ‐β‐メチル酪酸、英: 3-Hydroxy 3-MethylButyrate, HMB, 3-HydroxyIsovaleric Acid, 3-HIA)はイソ吉草酸のβ位の炭素にヒドロキシ基が結合した短鎖分岐ヒドロキシ脂肪酸である。
必須アミノ酸であるロイシンの代謝中間体のひとつ(KEGG)で、1996年にアイオワ州立大学のDr. Steven L. Nissen によりその効能が発見された。筋肉量の増大あるいは減少抑制を目的とした研究に用いられたり、ボディビル用サプリメントとしてカルシウム塩(英)などの形で海外では販売されている。  サプリメントではその成分を β-Hydroxy β-MethylButyrateと表示することが多いが同じ物質である。

## 生合成
人体は一日あたり0.2〜0.4グラムのHMBを産生しているとされている。
ロイシン → α-ケトイソカプロン酸 →  5-10% → HMB → HMB-CoA
ロイシン → α-ケトイソカプロン酸 → 90-95% → イソバレリルCoA → 3-メチルクロトニルCoA → ビオチン欠乏時 → HMB → HMB-CoA
経路は2つあるものの体内ではおよそ5〜10%しか変換されないので、3グラムのHMBを充足するには30〜60グラムのロイシンを摂取する必要が出てくる。

## 代謝経路図

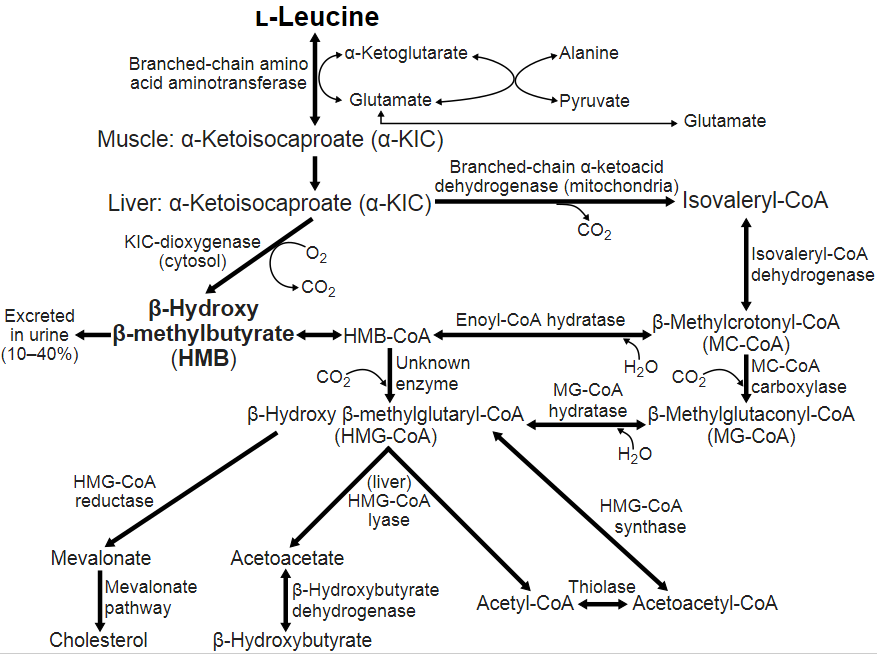
ロイシンからHMBへの代謝経路

## 作用機序
現在のところHMBの作用機序は
- mTOR経路によるタンパク質合成促進
- ユビキチン／プロテアソーム経路の抑制によるタンパク質分解の抑制
- HMB-CoAはHMG-CoAに変換されコレステロール合成促進による筋鞘安定化

によるものと考えられている。

## 効果
一日あたりHMBカルシウム塩(英)を3グラム摂取することで
- タンパク質の異化(分解)抑制
- 筋肉量の増加、筋肉減少の抑制、筋肉の修復、耐久性増加

を助ける可能性がある。
なお70歳代の老人においても筋肉量の増加や体脂肪減少が実験により確認されている。
また、がん悪液質、糖尿病、エイズ、火傷などいくつかの体重が減少する疾患においてHMBが症状改善につながらないか研究がなされつつある。

## 存在
HMBは次の食品にも含まれるとされる。
- ナマズ
- グレープフルーツ
- アルファルファ